# Ursula Heise
Ursula K. Heise (* 1960) ist eine deutsche Literaturwissenschaftlerin.

## Werdegang
Heise studierte an der Universität Köln zunächst Romanistik und ging nach ihrer Zwischenprüfung 1981/82 mit einem DAAD-Stipendium an die Université de Lyon II. Anschließend legte sie auch in Englischer Philologie eine Zwischenprüfung ab und ging 1983/84, wiederum als Stipendiatin des DAAD, an die University of California, Santa Barbara. Dort erwarb sie 1985 einen M. A., an den sie 1987 einen Romanistik-Magister in Köln anschloss. Daraufhin erhielt Heise ein Promotionsstipendium für die Stanford University, wo sie 1993 ihren PhD in Literaturtheorie erhielt und bis 2012 dort als Professorin für Komparatistik lehrte. Seit 2012 ist sie Professorin am Department of English an der University of California, Los Angeles.
2011 erhielt Heise ein Guggenheim Fellowship.

## Werke (Auswahl)

### Monographien
- Imagining Extinction: The Cultural Meanings of Endangered Species. The University of Chicago Press, Chicago 2016, ISBN 978-0-226-35816-1.
- Nach der Natur: Das Artensterben und die moderne Kultur [After Nature: Species Extinction and Modern Culture]. Suhrkamp, Berlin 2010, ISBN 978-3-518-26034-0.
- Sense of Place and Sense of Planet: The Environmental Imagination of the Global. Oxford University Press, New York 2008, ISBN 978-0-19-533563-7.
- Chronoschisms: Time, Narrative, and Postmodernism. Cambridge University Press (Literature, Culture, Theory #23), Cambridge 1997, ISBN 978-0-521-55544-9.

### Herausgeberschaft
- (mit Jon Christensen und Michelle Niemann): The Routledge Companion to the Environmental Humanities. London, New York: Routledge, 2017, ISBN 978-1-317-66019-4.